# Wybory parlamentarne w Izraelu w 1996 roku
Wybory parlamentarne w Izraelu do czternastego Knesetu odbyły się 29 maja 1996, równolegle z wyborami na premiera.
Oddano 3 933 250 głosów, w tym ważnych: 2 973 580. Próg wyborczy wynosił 1,5%, a więc aby uzyskać miejsce w Knesecie, należało otrzymać minimum 44 604 głosów. Średnio na jedno miejsce przypadło 24 779 głosów.

## Oficjalne wyniki
|  | Partia                                                                                   | Głosy     | Procent | Mandaty |
|  | ---------------------------------------------------------------------------------------- | --------- | ------- | ------- |
|  | Partia Pracy (Awoda) (ליכוד)                                                             | 818 741   | 27,5%   | 34      |
|  | Likud (ליכוד) – Geszer (גשר) – Comet (צומת)                                              | 767 401   | 25,8%   | 32      |
|  | Szas (ש"ס)                                                                               | 259 796   | 8,7%    | 10      |
|  | Narodowa Partia Religijna (Mafdal) (מפלגה דתית לאומית-מפד"ל)                             | 240 271   | 8 1%    | 9       |
|  | Merec (מרצ)                                                                              | 226 275   | 7,5%    | 9       |
|  | Jisra’el ba-Alijja (ישראל בעלייה)                                                        | 174 994   | 5,8%    | 7       |
|  | Hadasz (Demokratyczny Front na Rzecz Pokoju i Równości) (החזית הדמוקרטית לשלום ולשוויון) | 129 455   | 4,4%    | 5       |
|  | Zjednoczony Judaizm Tory (יהדות התורה0                                                   | 98 657    | 3,3%    | 4       |
|  | Trzecia Droga                                                                            | 96 474    | 3,2%    | 4       |
|  | Zjednoczona Lista Arabska (Ra’am) (רע"ם)                                                 | 89 514    | 3,0%    | 4       |
|  | Moledet (מולדת)                                                                          | 72 002    | 2,4%    | 2       |
|  | Razem                                                                                    | 2 973 580 | 100 0%  | 120     |

## Posłowie
Posłowie wybrani w wyborach:
| Partia                    | Posłowie |
| ------------------------- | --- |
| Partia Pracy              | Adisu Masala, Amir Perec, Awraham Szochat, Awraham Jechezkel, Binjamin Ben Eli’ezer, Dalja Icik, Dawid Liba’i, Efi Oszaja, Efrajim Sneh, Ehud Barak, Eli Ben-Menachem, Eli Goldschmidt, Chaggaj Merom, Chajjim Ramon, Micha Goldman, Mosze Szachal, Nawaf Masalaha, Nissim Cewili, Ofir Pines-Paz, Uri Or, Ra’anan Kohen, Refa’el Ederi, Rafi Elul, Salih Tarif, Szalom Simchon, Szewach Weiss, Szimon Peres, Szelomo Ben Ammi, Sofa Landwer, Uzzi Baram, Ja’el Dajan, Jona Jahaw, Josi Belin, Josi Kac |
| Likud-Geszer-Comet        | Ariel Szaron, Awraham Hirszson, Binjamin Netanjahu, Ze’ew Binjamin Begin, Dan Meridor, Dan Tichon, Dawid Lewi, Dawid Magen, Dawid Re’em, Ehud Olmert, Elijjahu Ben Elisar, Eli’ezer Sandberg, Gidon Ezra, Chajjim Dajan, Jehoszua Maca, Limor Liwnat, Maksim Lewi, Me’ir Szitrit, Micha’el Etan, Micha’el Kleiner, Mosze Kacaw, Mosze Peled, Na’omi Blumenthal, Pini Badasz, Refa’el Etan, Sza’ul Amor, Silwan Szalom, Cachi Hanegbi, Uzzi Landau, Jehuda Lancry, Jicchak Mordechaj, Ze’ew Bojm         |
| Szas                      | Arje Deri, Arje Gamliel, Dawid Azulaj, Dawid Tal, Eli Jiszaj, Nissim Dahan, Refa’el Pinchasi, Szelomo Benizri, Jicchak Kohen, Jicchak Waknin |
| Narodowa Partia Religijna | Awner-Chaj Szaki, Awraham Sztern, Chanan Porat, Sza’ul Jahalom, Szemarjahu Ben-Cur, Jigga’el Bibi, Jicchak Lewi, Zewulun Hammer, Cewi Hendel |
| Merec                     | Amnon Rubinstein, Anat Ma’or, Awraham Poraz, Dawid Zucker, Chajjim Oron, Na’omi Chazzan, Ran Kohen, Walid Sadik, Josi Sarid |
| Jisra’el ba-Alijja        | Marina Solodkin, Micha’el Nudelman, Natan Szaranski, Roman Bronfman, Juli-Jo’el Edelstein, Jurij Sztern, Cewi Weinberg |
| Hadasz-Balad              | Ahmad Sa’d, Azmi Biszara, Haszem Mahameed, Salih Salim, Tamar Gożanski |
| Zjednoczony Judaizm Tory  | Awraham Rawic, Me’ir Porusz, Mosze Gafni, Szemu’el Halpert |
| Trzecia Droga             | Aleksander Lubocki, Awigdor Kahalani, Emanu’el Zisman, Jehuda Harel |
| Zjednoczona Lista Arabska | Abdulmalik Dehamsze, Abdulwahab Darawsze, Taleb El-Sana, Taufik Chatib |
| Moledet                   | Binjamin Elon, Rechawam Ze’ewi |